# Olodio
Olodio è una città e sottoprefettura della Costa d'Avorio appartenente al  dipartimento di Tabou. Conta una popolazione di 15 824 abitanti (censimento 2014).